# Клод Шаброл
Клод Шаброл (на френски: Claude Chabrol) е френски режисьор, сценарист и актьор. 

## Биография
Клод Шаброл е роден на 24 юни 1930 г. в Париж. Започнал работа в средата на 50-те г. на ХХ век в „Кайе дю синема“ като филмов критик заедно с Франсоа Трюфо, Жан-Люк Годар и Ерик Ромер – бъдещите лидери на „новата вълна“ във френското кино. По свидетелство на свои колеги, цялото си свободно време посвещавал на четене на детективски романи.
Първата лента на Шаброл „Le Beau Serge“ (1958) станала манифест на новото кинодвижение (нова вълна) и предизвикала фурор: малобюджетна продукция (заснета с пари от наследството му), критична към буржоазната действителност. Филмът бил абсолютно некомерсиален, както и следващата му работа „Les Cousins“ (1959). В тези ленти се проявили някои черти от творческия маниер на режисьора – остър сюжет, критика на буржоазните нрави, мизантропия в изображението на провинцията.
През целия си живот Шаброл е почитател на „черното криминале“ и в най-добрите си години използва каноните на жанра за остър социален анализ и показване отношенията вътре в обществото. Особено ярък бил периода от края на 60-те и 70-те г. на ХХ в.: La Femme Infidele, 1969; Que La Bete Meure, 1979; L'animal, 1977; La Rupture, 1970; Les Noces Rouges, 1973 и др. Остросюжетната фабула в тези филми разкрива лицемерието и често криминалните отношения в средната и висша класа на обществото.
С течение на времето Шаброл разнообразява темите си, като екранизира някои класически произведения. Например Madame Bovary, 1991 (по Г.Флобер) и др.
Шаброл никога не си е поставял задача да преоткрива киното, неговата цел е да префинва определен класицизъм, тънко да разбутва кодовете му, да задълбава в любими теми (доброто, злото, вината...) и да усъвършенства изкуството си до невидимата виртуозност.
В типа кино, който практикува (качествено кино, което привлича широка публика – нещо все по-рядко достижимо), Шаброл е може би единственият, който дръзва да разказва не-истории, да предлага неразрешени мистерии и да създава мътни персонажи, нито наистина добри, нито напълно лоши. Режисьор, който оставя филмите си отворени, без завършек.
И докато социалното кино е на мода, докато пропастта между управляващи и управлявани става все по-дълбока и явна, Шаброл извършва върховния грях да се интересува от буржоазията: провинциалната буржоазия, мераклийско угаждане в яденето и пиенето, налята физиономия с пафкаща лула, злото, вината и така нататък. Но за режисьора изучаването под лупа на охолните класи остава най-добрият начин да се разбере светът.

## Избрана филмография

### Режисьор
| Година | Филм                          | Оригинално заглавие                 | Бележки                       |
| ------ | ----------------------------- | ----------------------------------- | ----------------------------- |
| 1958   | Хубавият Серж                 | Le Beau Serge                       | сценарист                     |
| 1959   | Братовчедите                  | Les Cousins                         | сценарист                     |
| 1959   | Мрежа от страсти              | A double tour                       |                               |
| 1960   |                               | Les Bonnes Femmes                   |                               |
| 1961   |                               | Les Godelureaux                     |                               |
| 1962   |                               | L'Œil du malin                      |                               |
| 1963   | Ландрю                        | Landru                              |                               |
| 1963   | Офелия                        | Ophelia                             | сценарист                     |
| 1964   | Тигърът обича свежа плът      | Le Tigre aime la chair fraiche      | сценарист                     |
| 1965   | Мари-Шантал срещу д-р Ха      | Marie-Chantal contre le docteur Kha |                               |
| 1965   |                               | Paris vu par...                     | Сегмент: „La Muette“ (Немият) |
| 1965   | Тигърът се души с динамит     | Le tigre se parfume à la dynamite   |                               |
| 1966   |                               | La Ligne de démarcation             |                               |
| 1967   |                               | Le scandale                         |                               |
| 1967   |                               | La route de Corinthe                |                               |
| 1968   | Лоши момичета                 | Les Biches                          |                               |
| 1969   | Невярната жена                | La Femme infidèle                   | сценарист                     |
| 1969   | Нека умре звярът              | Que la bête meure                   | сценарист                     |
| 1970   | Месарят                       | Le Boucher                          | сценарист                     |
| 1970   | Разривът                      | La Rupture                          | сценарист                     |
| 1971   | Точно преди нощта             | Juste avant la nuit                 |                               |
| 1971   | Удивителното десетилетие      | La Décade prodigieuse               |                               |
| 1972   | Доктор Попол                  | Dr. Popaul                          |                               |
| 1973   | Кървава сватба                | Les Noces rouges                    | сценарист                     |
| 1974   | Нада                          | Nada                                |                               |
| 1975   | Парти на удоволствие          | Une partie de plaisir               |                               |
| 1975   | Невинни с мръсни ръце         | Les innocents aux mains sales       | сценарист                     |
| 1976   | Магьосниците                  | Les Magiciens                       |                               |
| 1976   | Буржоазни глупости            | Folies bourgeoises                  |                               |
| 1977   | Алис или последното измъкване | Alice ou la dernière fugue          |                               |
| 1978   | Кръвни връзки                 | Les liens de sang                   | сценарист                     |
| 1978   | Виолет Нозиер                 | Violette Nozière                    |                               |
| 1980   | Конят на гордостта            | Le cheval d'orgueil                 | сценарист                     |
| 1982   | Призраците на шапкаря         | Les fantômes du chapelier           | сценарист                     |
| 1984   | Кръвта на другите             | The Blood of Others                 |                               |
| 1985   | Пиле с оцет                   | Poulet au vinaigre                  |                               |
| 1986   | Инспектор Лаварден            | Inspecteur Lavardin                 |                               |
| 1987   | Маски                         | Masques                             |                               |
| 1987   | Плачът на совата              | Le cri du hibou                     |                               |
| 1988   | Женска история                | Une affaire de femmes               | сценарист                     |
| 1990   | Тихи дни в Клиши              | Jours tranquilles à Clichy          |                               |
| 1991   | Д-р М                         | Dr. M                               |                               |
| 1991   | Мадам Бовари                  | Madame Bovary                       | сценарист                     |
| 1992   | Бети                          | Betty                               | сценарист                     |
| 1994   | Адът                          | L'Enfer                             | сценарист                     |
| 1995   | Церемонията                   | La Cérémonie                        | сценарист                     |
| 1997   | Край на залаганията           | Rien ne va plus                     | сценарист                     |
| 1999   | Цветът на лъжите              | Au cœur du mensonge                 | сценарист                     |
| 2000   | Благодаря за шоколада         | Merci pour le Chocolat              | сценарист                     |
| 2003   | Цветето на злото              | La fleur du mal                     | сценарист                     |
| 2004   | Бриджът                       | La Demoiselle d'honneur             |                               |
| 2006   | Пиянството на властта         | L'Ivresse du pouvoir                |                               |
| 2007   |                               | La Fille coupée en deux             |                               |
| 2009   | Белами                        | Bellamy                             |                               |

### Сценарист
- „Седемте смъртни гряха“ (1962)

### Актьор
- „Тигърът се души с динамит“ (1965)
- „Ландрю“ (1963)
- „Седемте смъртни гряха“ [1962)
- „Хубавият Серж“ (1958)